# Batterie froide
Il existe plusieurs types de batterie froide dans le domaine énergétique, notamment les batteries froides sèches et les batteries froides humides.

## Batteries froides sèches
Les batteries froides sèches ont pour fonction de réfrigérer simplement l'air traité par une diminution d'enthalpie de cet air sans variation de la teneur en eau de celui-ci (contrairement aux batteries froides humides).
Tout comme les batteries froides humides, l'énergie thermique dans ces batteries sèches peut être absorbée par :
- du fluide frigorigène (batterie à détente directe)
- de l'eau glacée contenant un antigel, généralement de l'éthylèneglycol.

### Fonction de la réfrigération seule
La réfrigération seule est obtenue en conservant une température moyenne de surface de la batterie supérieure à la température de rosée de l'air traité.